# Trenul fantomă (film din 1933)
Trenul fantomă (în engleză The Ghost Train, în maghiară Kísértetek vonata) este un film de groază din 1933 produs de Metro-Goldwyn Mayer și Hunnia Studio în două variante, în limba maghiară (r. Lázár Lajos) și în limba română (r. Jean Mihail și Ludovic Lazar). Scenariul a fost scris în limba maghiară de László Békeffi și în limba română de Victor Eftimiu după piesa de teatru The Ghost Train de Arnold Ridley.
Este o refacere a filmului omonim englezesc din 1931. Au fost folosite și imagini cu mai multe scene exterioare din filmul din 1931.
După versiunea maghiară, în aprilie 1933 a fost produsă, tot la Budapesta, o versiune românească cu regizorul român Jean Mihail și actori români în rolurile principale. Doar Lajos Ihász și Vilmos Lengyel apar în alte roluri, mai mici, în versiunea românească. Distribuția, pe de altă parte, este aproape identică. Este primul film sonor vorbit în limba română.

## Distribuție
- Tony Bulandra - Teddy Deakin
- Gheorghe Storin - Dr. Stirling
- Lisette Verea - Mary
- Stroe Atanasiu - Robert
- Renée-Annie - Miss Burns
- Dida Solomon-Calimachi - Julia
- Marcel Enescu - Price
- Gheorghe Păunescu -  Black (ca Gh. Paunescu)
- Lajos Ihász
- Vilmos Lengyel